# Confederación Deportiva Internacional Laborista
La Confederación Deportiva Internacional Laborista (en francés Confédération Sportive Internationale du Travail; CSIT) es una organización internacional multideportiva creada sobre la base de los ideales del movimiento obrero internacional: igualdad y solidaridad en el deporte. Es una organizaciones asociada a la Internacional Socialista.
En 2011 el Congreso celebrado en Río de Janeiro decidió abrir el CSIT a todos los deportistas aficionados y su nombre pasó a ser "International Workers and Amateurs in Sports Confederation / Confédération Sportive Internationale Travailliste et Amateur".
Promueve principalmente las siguientes disciplinas deportivas: ajedrez, atletismo, básquetbol, fútbol, gimnasia, judo, karate, lucha, natación, petanca, tenis de mesa, voleibol y vóley playa.
Fundada en mayo de 1946 sus antecedentes están en una serie de organizaciones de las cuales es la heredera:
- La Internacional Deportiva Obrera (Internationale Sportive Ouvrière). Fundada en 1913 en Gante (Bélgica) a partir de las organizaciones nacionales obreras de deportes.
- Después de la I Guerra Mundial es refundada en 1920 en Lucerna (Suiza) como la Internacional Deportiva de Lucerna (nombre oficial Federación Internacional Obrera para el Deporte y Acondicionamiento Físico). Renombrada en 1928 como la Internacional Deportiva Obrero Socialista (Internationale Sportive Ouvriere Socialiste). Organizó las Olimpiadas Obreras y participó en la Olimpiada Popular.

## CSIT World Sports Games
- VII-CSIT WSG; Zagreb  Croacia (2021)
- VI-CSIT WSG; Tortosa  España (del 2 al 7 de julio de 2019).
- V-CSIT WSG; Riga  Letonia (VI/2017).
- IV-CSIT WSG; Lignano  Italia (2015).
- III-CSIT WSG; Varna  Bulgaria (VI/2013).
- II-CSIT WSG; Tallin  Estonia (VII/2010).
- I-CSIT WSG; Rímini  Italia (2008).